# Transparentní účet
Transparentní účet je účelový bankovní účet, do kterého může nahlížet veřejnost, zpravidla prostřednictvím WWW stránek. Je populární zejména v České republice, Slovensku a Polsku.
Využívá se zpravidla pro sběr finančních prostředků dotací a darů, nad kterým má být veřejná kontrola. A to buď ze zákona nebo na základě přání majitele účtu. Úhrady z takového účtu musí být v souladu s účelem účtu i v souladu s požadavky na ochranu osobních údajů (GDPR, národní zákony).

## Česko
V České republice mají povinnost zřídit si transparentní účet například politické strany, které přijímají dotace nebo dary. Z transparentního účtu nebo na něj je vhodné provádět takové platby, které by kraj, obec, městská část byly povinny poskytnout jako povinný subjekt podle zákona č. 106/1999 Sb., o svobodném přístupu k informacím.
Transparentní účet nelze doporučit využívat pro ty platby, které jsou přímo spojeny s výkonem veřejné moci ve vztahu k fyzickým osobám. Je zřejmé, že takový účet nelze např. používat k výplatě mezd zaměstnancům či výběru pokut.
Podle občanského zákoníku zveřejňuje nadace ve své výroční zprávě alespoň přehled o osobách, které poskytly nadační dar nebo jim byl poskytnut příspěvek v hodnotách vyšších než 10 000 Kč, pokud dárce a příjemce nepožádali o zachování své anonymity.